# Ulrik Christian Frederik Aagaard
Ulrik Christian Frederik Aagaard (født 6. juni 1790 i Kolding, død 25. oktober 1864) var en dansk amtsforvalter og politiker.
Aagaard var søn af proprietær Johannes Aagaard på herregården Laage ved Vejle. Han blev exam.jur. i i 1814 og derefter ansat som amtsstuefuldmægtig i Vejle. Han blev amtsforvalter i Ebeltoft i 1824, forflyttet til Thisted i 1841 og til Nyborg i 1849. Aagaard var medlem af borgerrepræsentantskabet i Ebeltoft 1838-1841 og borgerrepræsentantskabet i Thisted 1847-1849.
Aagaard var stænderdeputeret ved Nørrejyllands Stænderforsamling ved alle samlingerne i Viborg fra 1836 til 1848. Han var medlem af Den Grundlovgivende Rigsforsamling valgt i Thisted Amts 1. distrikt (Bjerget). Han var kandidat til landstingsvalget 1849 uden at blive valgt, men stillede derefter ikke op igen.
Han blev udnævnt til kammerråd i 1832 og justitsråd i 1847, og han blev ridder af Dannebrog i 1848 og dannebrogsmand i 1862.